# Nova Fátima (Bahia)
Nova Fátima est une municipalité brésilienne de l'État de Bahia et la microrégion de Serrinha.